# Chirmont
Ne doit pas être confondu avec Chirmont (Belgique).
Chirmont est une commune française située dans le département de la Somme en région Hauts-de-France.

## Géographie

### Localisation
Chirmont est un village picard de l'Amiénois.
À vol d'oiseau, la localité est située à 5 km au sud d'Ailly-sur-Noye, 10 km au sud-ouest de Moreuil, 15 km au nord-ouest de Montdidier, 21 km au sud-est d'Amiens et à 37 km au nord-est de Beauvais.
Le territoire de la commune est limitrophe de ceux de cinq communes.
Les communes limitrophes sont  Chaussoy-Epagny, Esclainvillers, La Faloise, Louvrechy et Sourdon.

### Hydrographie
La commune est située dans le bassin Artois-Picardie. Elle n'est drainée par aucun cours d'eau.

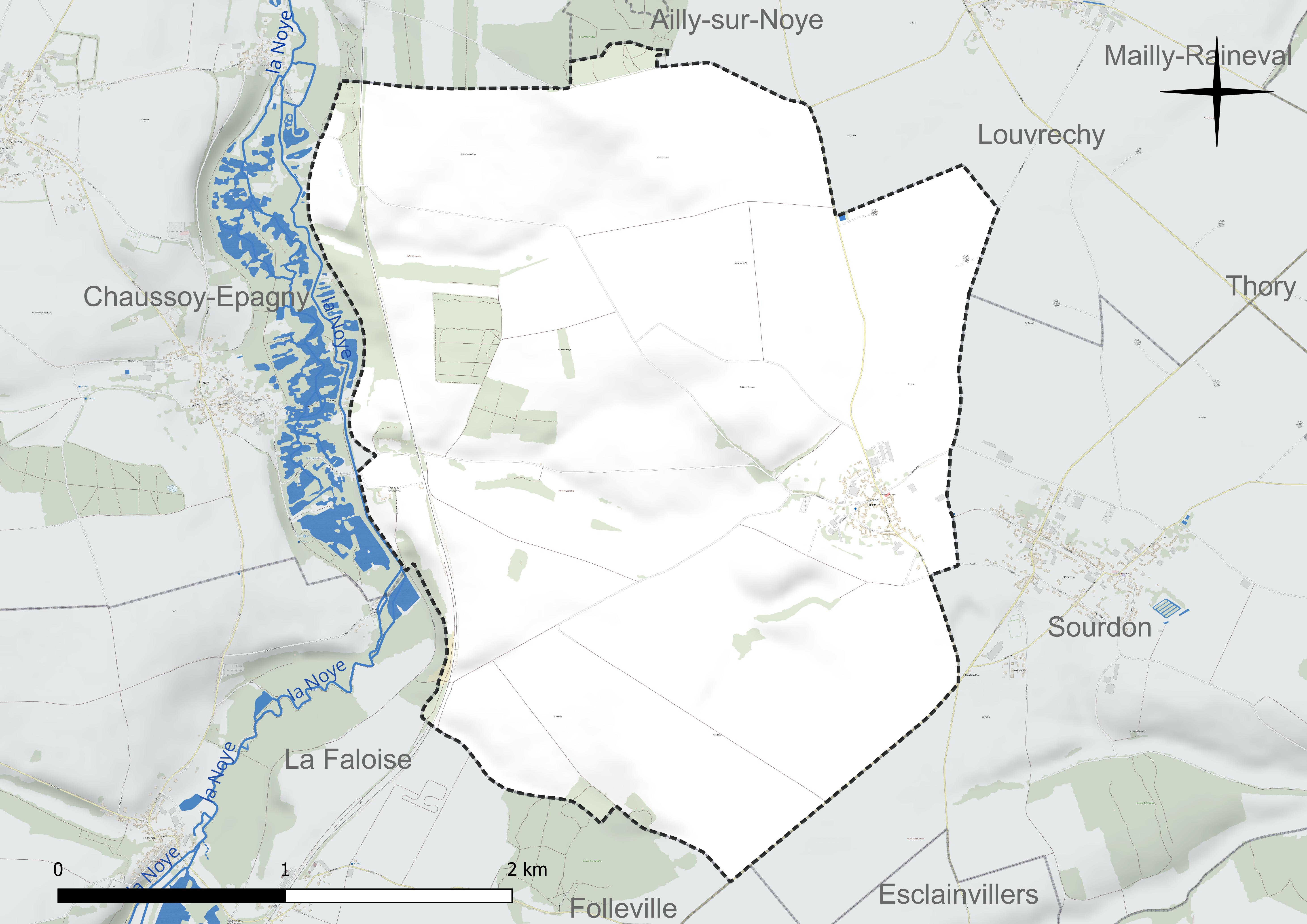
Réseau hydrographique de Chirmont.

### Climat
Pour des articles plus généraux, voir Climat des Hauts-de-France et Climat de la Somme.
En 2010, le climat de la commune est de type climat océanique dégradé des plaines du Centre et du Nord, selon une étude du CNRS s'appuyant sur une série de données couvrant la période 1971-2000. En 2020, Météo-France publie une typologie des climats de la France métropolitaine dans laquelle la commune est exposée à un climat océanique et est dans la région climatique Nord-est du bassin Parisien, caractérisée par un ensoleillement médiocre, une pluviométrie moyenne régulièrement répartie au cours de l'année et un hiver froid (3 °C).
Pour la période 1971-2000, la température annuelle moyenne est de 10,2 °C, avec une amplitude thermique annuelle de 14,6 °C. Le cumul annuel moyen de précipitations est de 702 mm, avec 11,6 jours de précipitations en janvier et 8,4 jours en juillet. Pour la période 1991-2020, la température moyenne annuelle observée sur la station météorologique la plus proche, située sur la commune de Rouvroy-les-Merles à 7 km à vol d'oiseau, est de 10,7 °C et le cumul annuel moyen de précipitations est de 647,9 mm,. Pour l'avenir, les paramètres climatiques de la commune estimés pour 2050 selon différents scénarios d'émission de gaz à effet de serre sont consultables sur un site dédié publié par Météo-France en novembre 2022.

## Urbanisme

### Typologie
Au 1er janvier 2024, Chirmont est catégorisée commune rurale à habitat dispersé, selon la nouvelle grille communale de densité à sept niveaux définie par l'Insee en 2022.
Elle est située hors unité urbaine. Par ailleurs la commune fait partie de l'aire d'attraction d'Amiens, dont elle est une commune de la couronne,. Cette aire, qui regroupe 369 communes, est catégorisée dans les aires de 200 000 à moins de 700 000 habitants,.

### Occupation des sols
L'occupation des sols de la commune, telle qu'elle ressort de la base de données européenne d'occupation biophysique des sols Corine Land Cover (CLC), est marquée par l'importance des territoires agricoles (94,2 % en 2018), en augmentation par rapport à 1990 (90,9 %). La répartition détaillée en 2018 est la suivante : 
terres arables (93,9 %), forêts (5,7 %), zones agricoles hétérogènes (0,2 %), eaux continentales (0,2 %), prairies (0,1 %). L'évolution de l'occupation des sols de la commune et de ses infrastructures peut être observée sur les différentes représentations cartographiques du territoire : la carte de Cassini (XVIIIe siècle), la carte d'état-major (1820-1866) et les cartes ou photos aériennes de l'IGN pour la période actuelle (1950 à aujourd'hui).

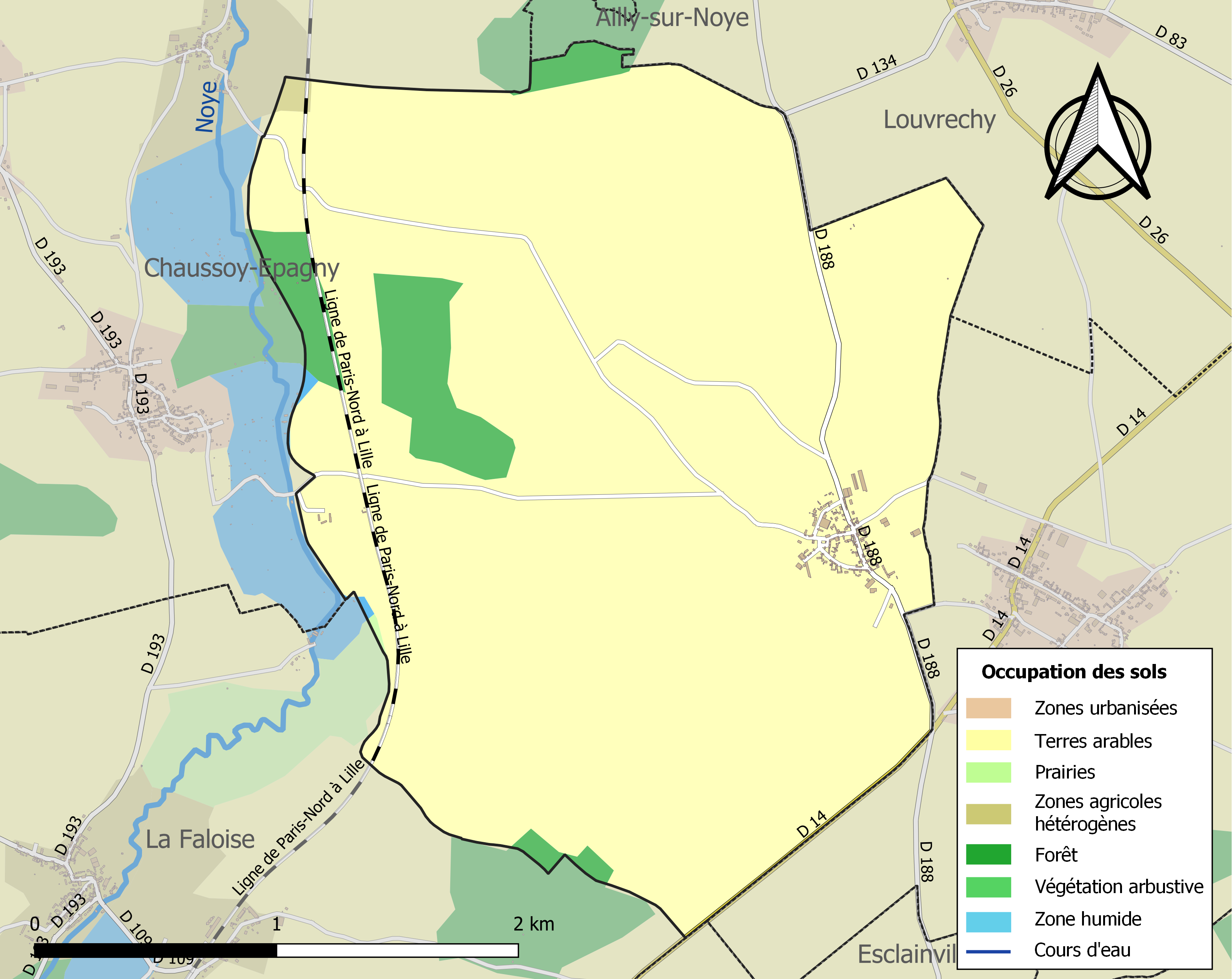
Carte des infrastructures et de l'occupation des sols de la commune en 2018 (CLC).

### Lieux-dits, hameaux et écarts
Des lieux-dits composent le village : la ferme de Courcelles, les Écroquets, le Vieux Chirmont, les Écamonts, le Bois Louvet, les Milanets, Saint-Martin, les Grez.

### Voies de communication et transports
La localité est desservie par les lignes d'autocars du réseau Trans'80, Hauts-de-France, tous les jours sauf le dimanche et les jours fériés (ligne no 41, Montdidier - Ailly-sur-Noye - Amiens).

## Toponymie
Le nom de la localité est attesté sous les formes Cirelmons en 1164, Chiraumont en 1258 et Chireumont en 1301.

## Histoire
Les photos aériennes de Roger Agache ont permis de découvrir des traces de substructions préhistoriques de l'âge du bronze ou de l'âge du fer, et antiques, et notamment d'une villa gallo-romaine,, ainsi que d'une basilique civile, de la même époque.
Le village a la particularité de disposer de muches mais elles ne sont pas accessibles, pour des raisons de sécurité.
La chapelle de la Vierge, fondée en 1617 a dû être détruite en 1908 pour cause de grande vétusté.
Première Guerre mondiale
À la fin de la guerre, le village a subi d'importantes destructions.
La commune a été décorée de la Croix de guerre 1914-1918 le 3 octobre 1920.

## Politique et administration

### Rattachements administratifs et électoraux
La commune se trouve dans l'arrondissement de Montdidier du département de la Somme. Pour l'élection des députés, elle fait partie depuis 2012 de la quatrième circonscription de la Somme.
Elle fait partie depuis 1793 du canton d'Ailly-sur-Noye, qui a été modifié et agrandi dans le cadre du redécoupage cantonal de 2014 en France.

### Intercommunalité
La commune était membre de la communauté de communes du Val de Noye, créée par un arrêté préfectoral du 11 mai 2001, et qui succèdait, conformément aux dispositions de la Loi Chevènement, au district du Val de Noye, créé en 1994.
Dans le cadre des dispositions de la loi portant nouvelle organisation territoriale de la République du 7 août 2015, qui prévoit que les établissements publics de coopération intercommunale (EPCI) à fiscalité propre doivent avoir un minimum de 15 000 habitants, la préfète de la Somme propose en octobre 2015 un projet de nouveau schéma départemental de coopération intercommunale (SDCI) prévoyant la réduction de 28 à 16 du nombre des intercommunalités à fiscalité propre du département.
Après des hypothèses de regroupement des communautés de communes du Grand Roye (CCGR), du canton de Montdidier (CCCM), du Santerre et d'Avre, Luce et Moreuil, la préfète dévoile en octobre 2015 son projet qui prévoit la « des communautés de communes d'Avre Luce Moreuil et du Val de Noye », le nouvel ensemble de 22 440 habitants regroupant 49 communes,. À la suite de l'avis favorable des intercommunalités et de la commission départementale de coopération intercommunale en janvier 2016 puis des conseils municipaux et communautaires concernés, la fusion est établie par un arrêté préfectoral du 22 décembre 2016, qui prend effet le 1er janvier 2017.
La commune est donc désormais membre de la communauté de communes Avre Luce Noye (CCALN).

### Liste des maires
| Période                                  | Période                      | Identité                 | Étiquette | Qualité                         |
| ---------------------------------------- | ---------------------------- | ------------------------ | --------- | ------------------------------- |
| Les données manquantes sont à compléter. |                              |                          |           |                                 |
| 1971                                     | 2001                         | Jacques Gribeauval       |           |                                 |
| 2001                                     | 2002 ?                       | Roger Lejeune            |           |                                 |
| avril 2002                               | En cours (au 8 octobre 2020) | Jean-Michel Van Ooteghem |           | Réélu pour le mandat 2020-2026, |

## Population et société

### Démographie
L'évolution du nombre d'habitants est connue à travers les recensements de la population effectués dans la commune depuis 1793. Pour les communes de moins de 10 000 habitants, une enquête de recensement portant sur toute la population est réalisée tous les cinq ans, les populations de référence des années intermédiaires étant quant à elles estimées par interpolation ou extrapolation. Pour la commune, le premier recensement exhaustif entrant dans le cadre du nouveau dispositif a été réalisé en 2005.

En 2022, la commune comptait 153 habitants, en évolution de +26,45 % par rapport à 2016 (Somme : −1,26 %, France hors Mayotte : +2,11 %).
| 1793 | 1800 | 1806 | 1821 | 1831 | 1836 | 1841 | 1846 | 1851 |
| ---- | ---- | ---- | ---- | ---- | ---- | ---- | ---- | ---- |
| 194  | 201  | 209  | 210  | 216  | 236  | 253  | 245  | 242  |

| 1856 | 1861 | 1866 | 1872 | 1876 | 1881 | 1886 | 1891 | 1896 |
| ---- | ---- | ---- | ---- | ---- | ---- | ---- | ---- | ---- |
| 215  | 200  | 186  | 181  | 193  | 175  | 184  | 173  | 157  |

| 1901 | 1906 | 1911 | 1921 | 1926 | 1931 | 1936 | 1946 | 1954 |
| ---- | ---- | ---- | ---- | ---- | ---- | ---- | ---- | ---- |
| 157  | 148  | 176  | 127  | 141  | 143  | 136  | 139  | 123  |

| 1962 | 1968 | 1975 | 1982 | 1990 | 1999 | 2005 | 2006 | 2010 |
| ---- | ---- | ---- | ---- | ---- | ---- | ---- | ---- | ---- |
| 120  | 102  | 108  | 102  | 106  | 108  | 118  | 119  | 120  |

| 2015 | 2020 | 2022 | - | - | - | - | - | - |
| ---- | ---- | ---- | - | - | - | - | - | - |
| 122  | 145  | 153  | - | - | - | - | - | - |

### Enseignement
En 2011, la commune fait partie d'un regroupement pédagogique intercommunal réunissant neuf communes. Les collégiens se rendent à Ailly-sur-Noye, Montdidier et Moreuil et les lycéens vont à Montdidier ou Amiens.
Dans le cadre du regroupement pédagogique intercommunal (RPI ) de Quiry-le-Sec, Folleville, Chirmont, Sourdon, Esclainvillers, Villers-Tournelle, Coullemelle, Malpart, et Grivesnes, les élèves pris en charge localement relèvent des classes de maternelle.
En 2024, seules les communes de Coulemelle, Grivesnes, Quiry-le-Sec et Sourdon possèdent une école. Le RPI accueille 120 élèves ; la cantine est rénovée dans la salle des fêtes de Coullemelle.
La communauté de communes gère la compétence pour les transports scolaires.

## Économie
Chirmont est un village rural qui compte, en 2014, cinq exploitations agricoles.
Depuis juillet 2009, deux éoliennes apportent un complément de revenus à la commune, ainsi qu'à
la communauté de communes.

## Culture locale et patrimoine

### Lieux et monuments
La commune n'a ni église ni monument aux morts (elle n'a pas eu de victimes à déplorer lors des deux guerres mondiales). Le clocheton construit en 2008 à l'emplacement de l'entrée de l'église et protégeant la cloche Marie-Constance-Amélina, ainsi que le bénitier sur la place Julie Hennard, marquent l'emplacement autrefois occupé par l'église. Une plaque commémorative rappelle la présence de l'édifice détruit en 1908.
- La commune compte deux chapelles funéraires à l'écart du cimetière[45] :
  - chapelle Decaix-Nampont, en brique, aux ouvertures ornées de pierre ;
  - chapelle funéraire Huiot, Decaix, Flon, Delaporte, datée de 1865, envahie par le lierre.

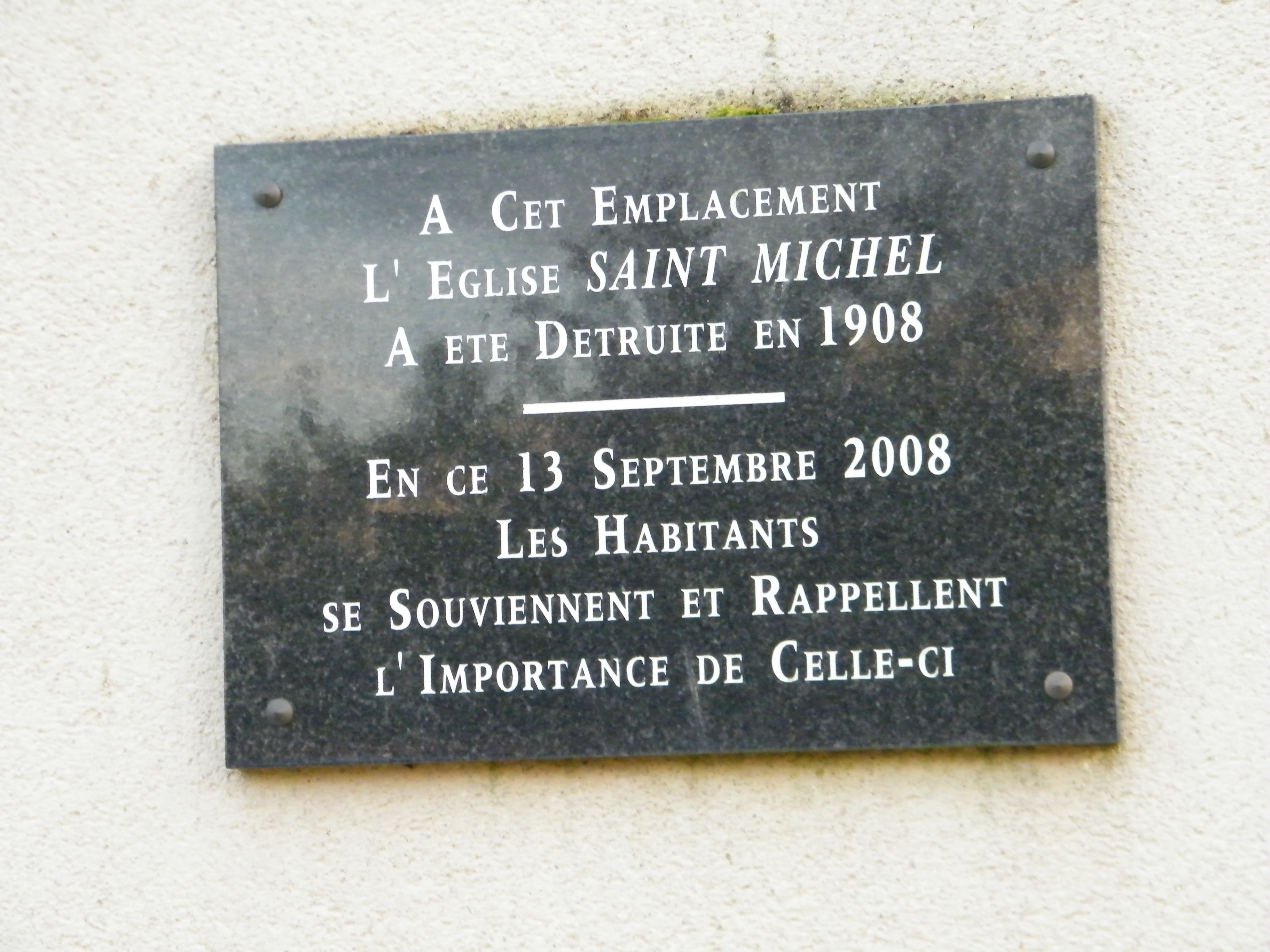
La plaque de l'église sur le clocheton-souvenir.
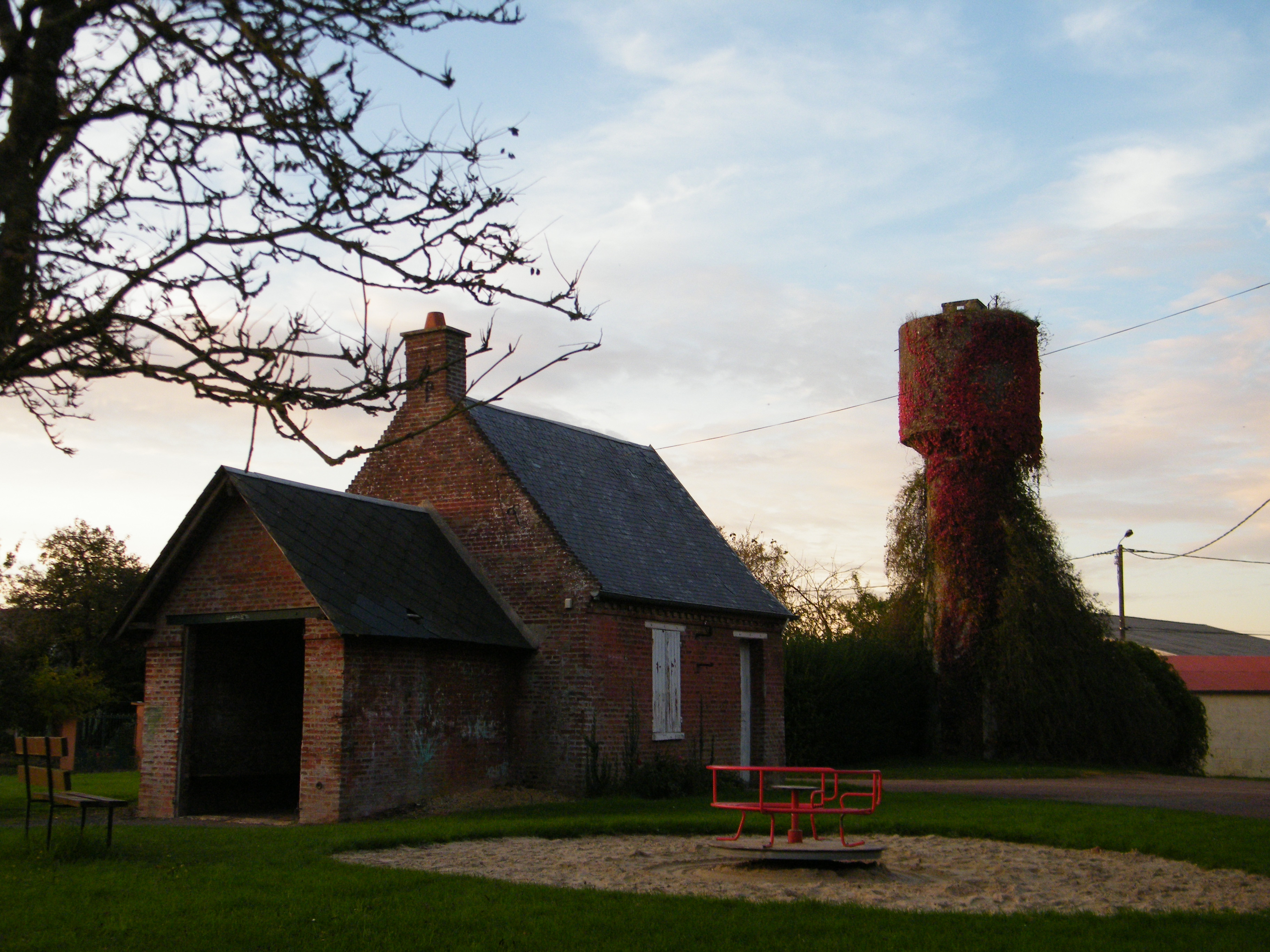
Aire de jeux communale.
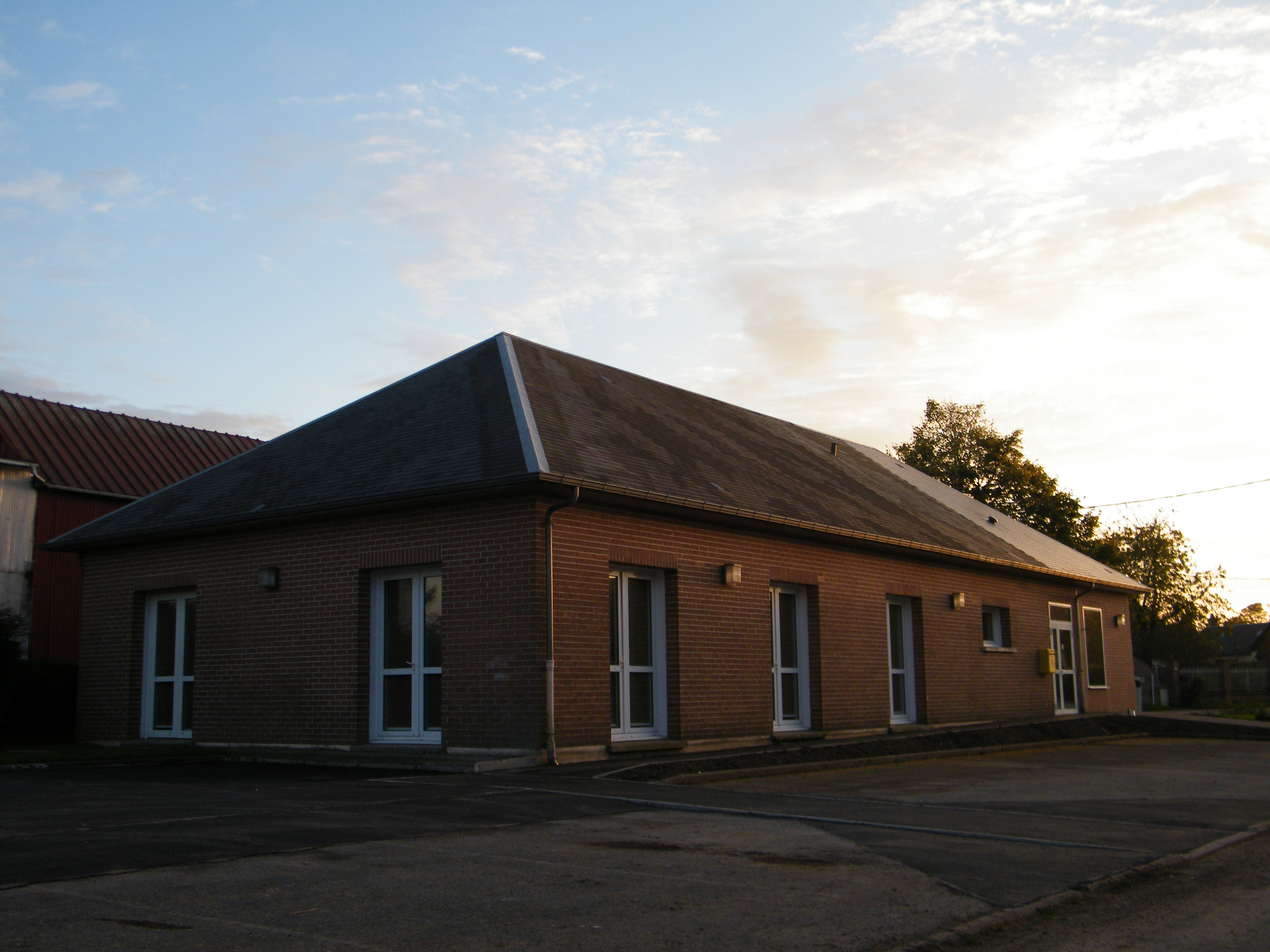
Salle communale.
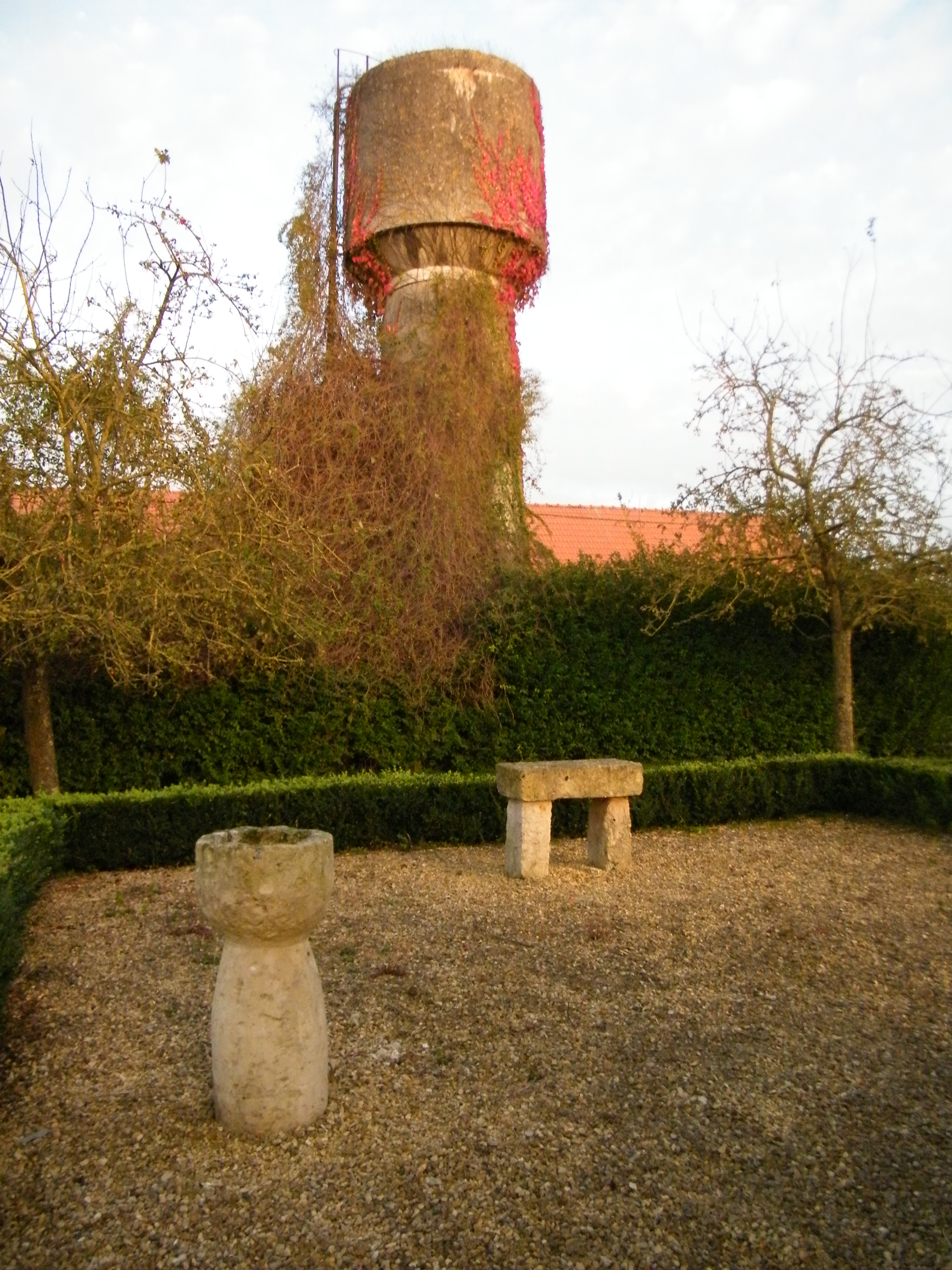
Bénitier symbolique.